# 杰作
《杰作》（法語：L'Œuvre）是法国作家爱弥尔·左拉20部长篇小说系列《卢贡-马卡尔家族》中的第十四部小说，发表于1886年，描写主人公克洛德·兰蒂埃（Claude Lantier）为描绘一幅反映其才华和天才的伟大作品而进行的努力。
《杰作》是对左拉与保罗·塞尚的友谊的虚构描述，也是19世纪中叶巴黎艺术世界的一个相当准确的写照。左拉和塞尚一起在普罗旺斯艾克斯长大，是左拉作品中的“普拉桑”的原型，克洛德在那里出生并接受教育。与塞尚一样，克劳德是一位革命性的艺术家，他的作品被传统的主题、技术和表现形式所束缚的艺术守旧派所误解。克劳德·兰蒂尔的许多特征是从几位印象派画家的生活中合成的，包括克劳德·莫奈、爱德华·马奈以及保罗·塞尚。左拉的自画像可以从小说家皮埃尔·桑多斯的角色中看到。
这本书因塞尚和左拉之间的友谊终止而经常受到指责。对于塞尚来说，一个开创性的艺术家无法发挥其潜力的故事一定是非常个人化的；塞尚在一封信中感谢左拉送他这部小说，之后两人之间再也没有通信。
这部小说历时约15年，结束于1870年。左拉在书中除了描绘19世纪巴黎的波西米亚艺术世界外，还探索了现实主义、自然主义和印象主义在绘画中的兴起，并还关注当时的雕塑、文学、建筑、音乐和新闻，描绘了一系列人物，包括艺术家、作家、艺术交易商，他们是现实生活中艺术界人物的合成。